# Rhyacodrilus sodalis
Rhyacodrilus sodalis är en ringmaskart som först beskrevs av Eisen 1878.  Rhyacodrilus sodalis ingår i släktet Rhyacodrilus och familjen glattmaskar. Inga underarter finns listade i Catalogue of Life.